# 宮崎泰景
宮崎 泰景（みやざき やすかげ、1523年（大永3年） - 1606年2月15日（慶長11年1月9日）は、戦国時代の武将。

## 生涯
武田信玄及び武田勝頼に仕え、勝頼没落ののちは信濃国伊那郡座光寺村に潜居する。1588年（天正16年）12月5日、駿府に召され、東照宮（徳川家康）に御目見えし、御旗下に列し、信濃国座光寺の所領を安堵される。
1590年（天正18年）小田原征伐の陣に従い、この年関東御入国の時、嫡男宮崎泰重が武蔵国多摩郡車返村（現在の東京都府中市）で所領280石を賜る。1591年（天正19年）の九戸政実の乱にも従い、岩手沢城に赴いた。
1606年（慶長11年）1月9日死去。享年84。法名玄要。葬地は武蔵国多摩郡車返村（府中市）本願寺及び高野山（和歌山県）。

## 系譜
- 父：宮崎泰満
- 妻：原肥後守の娘
- 嫡男：宮崎泰重
- 二男：宮崎安重
- 三男：宮崎景次
- 四男：四郎右衛門
- 女子 - 座光寺為重の妻
- 女子：お仙（泰栄院） - 佐々木新八郎の妻、後に徳川家康の側室となる
- 五男：宮崎泰春
- 女子 - 中西太郎右衛門の妻